# 無脂肪乳

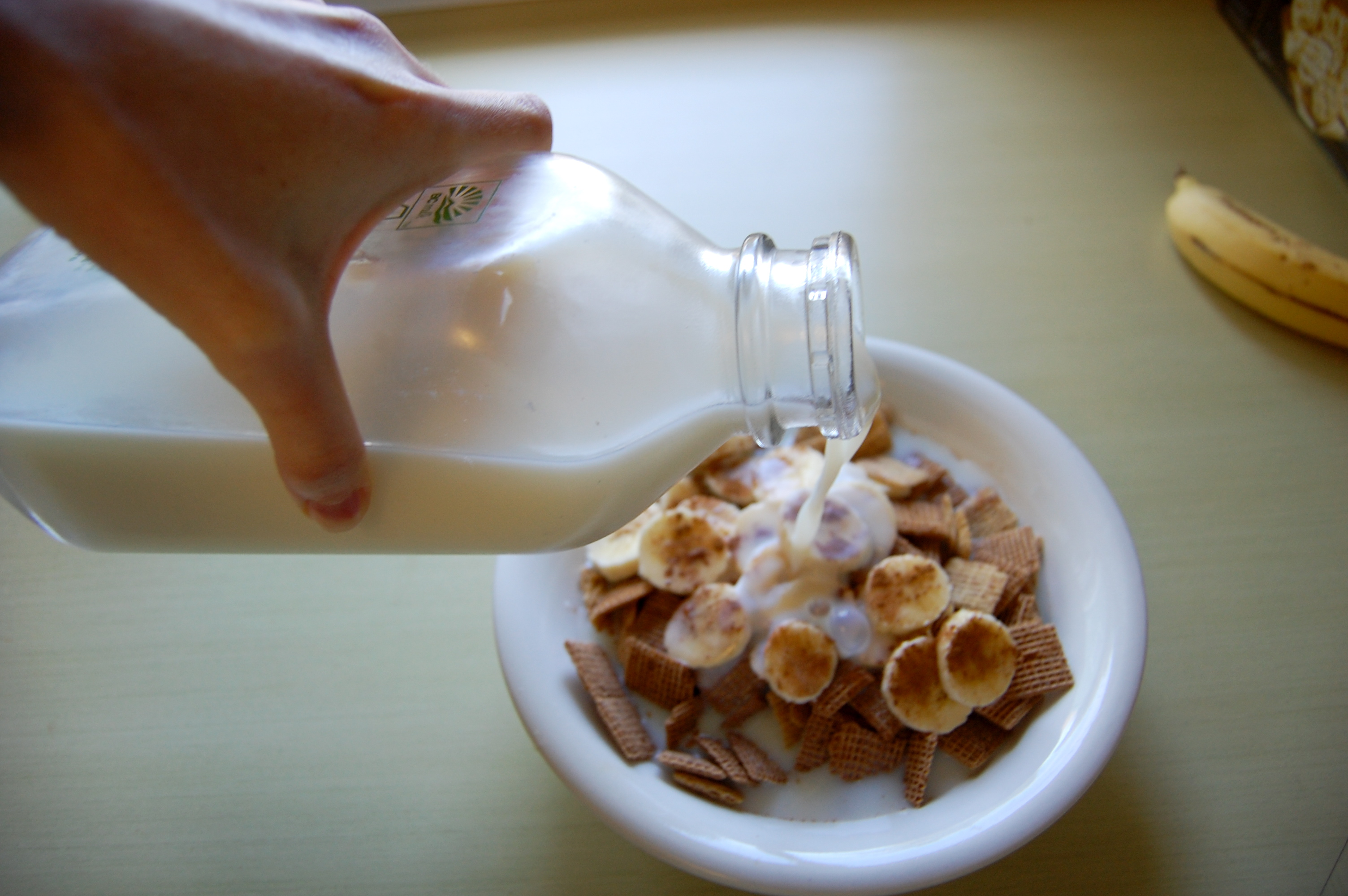
シリアル入りボウルに注がれる脱脂乳

無脂肪乳（むしぼうにゅう）は牛乳からすべての脂肪分を取り除いたものである。脱脂乳（だっしにゅう）ともいう。

## 用語

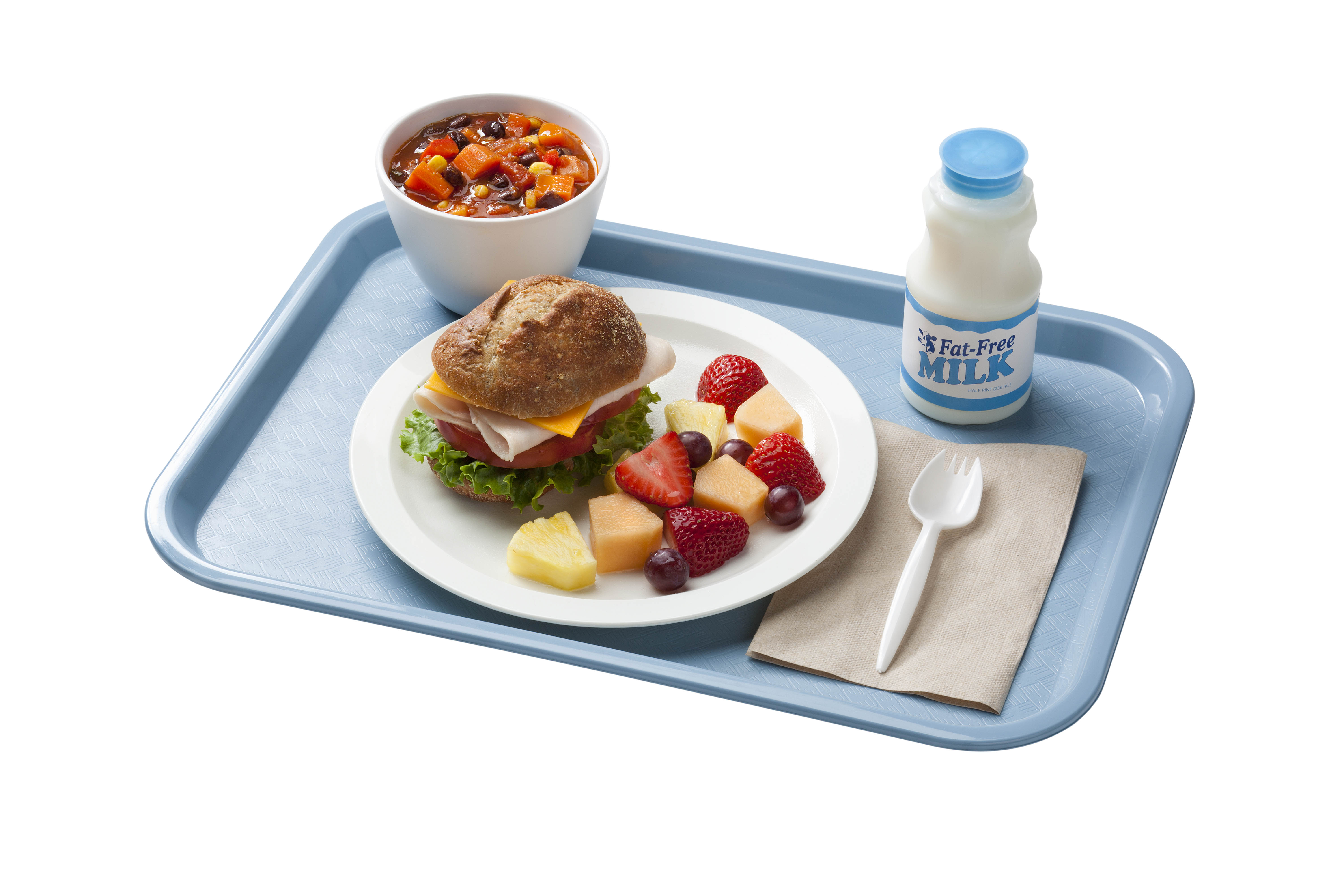
アメリカの学校給食の無脂肪牛乳

さまざまな種類の牛乳の用語、および表示に関する規制は、国や地域によって異なる。

### 英国
英国では脂肪分別の主な 3 種類の牛乳、脱脂乳、半脱脂乳、全乳が販売されている。半脱脂乳は群を抜いて最も人気のある品種で、牛乳の売上全体の 63% を占めている。全乳が 27% で続き、次に脱脂乳が 6% である。
| 乳脂肪含有量           | 英国の用語                          |
| ---------------------- | ----------------------------------- |
| 5%                     | チャンネル島の牛乳 または朝食用牛乳 |
| 3.5% (通常は 3.7%)     | 全乳または全脂肪乳                  |
| 1.5%-2% (通常は 1.7%)  | 半脱脂乳または2% ミルク             |
| 1%                     | 1%ミルク                            |
| 0.3%未満 (通常は 0.1%) | 脱脂乳                              |

### 米国
| 重量による脂肪含有量 | 米国の用語              |
| -------------------- | ----------------------- |
| 3.25%                | 全乳または通常の牛乳    |
| 2%                   | 2% 牛乳または減脂肪乳   |
| 1%                   | 1% 牛乳または低脂肪牛乳 |
| 0–0.5%               | 脱脂乳または無脂肪牛乳  |

米国では、脱脂乳は無脂肪牛乳としても知られている。USDAの規制により、1食分あたりの脂肪が0.5グラム未満の食品は「無脂肪」(fat-free, zero-fat, no-fat)と表示することができる。

### 日本
| 重量による脂肪含有量 | 日本の用語                       | 日本の用語                       |
| -------------------- | -------------------------------- | -------------------------------- |
| 3%-                  | 牛乳（成分を調整していないもの） | 牛乳（成分を調整していないもの） |
| 1.5-3%               |                                  | 成分調整牛乳                     |
| 0.5-1.5%             | 低脂肪牛乳                       | 成分調整牛乳                     |
| 0–0.5%               | 無脂肪牛乳                       | 成分調整牛乳                     |

日本では乳等省令で表示が規制されている。

## 製法
今日、ほとんどの脱脂乳は、全乳を遠心分離機で回転させて脂肪滴を分離することによって作られている。 

## 食べ方
無脂肪牛乳は、ヨーグルト、カッテージチーズ、アイスクリーム、無脂肪乳、加工乳、乳飲料、カゼイン、脱脂粉乳、脱脂加糖練乳、の原料となる。低カロリー高タンパク質食品として全国のカフェチェーンなどで飲用にも供せられる。ダイエット食品として無脂肪のギリシャヨーグルトも流行している。

### その他
子牛育成用の飼料としても重要なものである。英国米国では歴史的に、脱脂乳は豚の肥育に使用され、「完全なタンパク質を提供」し、飼料を「よりおいしくする」ため、「豚の成長に最適なサプリメントであるだけでなく、肥育の目的にもほぼ同等の価値がある」と推奨されていた。